# Vale de Madeiros
Vale de Madeiros é uma aldeia localizada na freguesia de Canas de Senhorim, Município de Nelas, Distrito de Viseu, sub-região de Dão-Lafões, região Centro, em Portugal.
É uma aldeia tipicamente beirã com cerca 400 habitantes os quais se dedicam à agricultura e trabalham nas diversas indústrias da zona. A nível religioso celebra o seu padroeiro São Nicolau e São João Batista. Nos momentos de convívios eram animados pela trupp jazz "Os Canários" que animavam as festas nos anos 40.
Actualmente a destacar o festival folclore anual promovido pelo rancho e as actividades fornecidas pelo clube desportivo local. Uma personalidade a destacar foi o capitão Artur Almeida Ribeiro nasceu no ano de 1874 em Vale de Madeiros, filho de Teodoro Ribeiro de Campos e Maria Gomes,  comandou a 9ª Companhia do 3º Regimento de Infantaria 14 e morreu em  combate durante o ataque do exército alemão a Naulila,  em 18 de Dezembro de 1914, no sul de Angola perto do rio Cunene, ainda numa fase inicial da 1º Guerra Mundial.

## História
No Cadastro da População do Reino, de 1527, tombo mandado elaborar pelo rei D. João III, registaram no concelho de Canas de Senhorim 171 moradores (fogos), 18 dos quais no lugar de Vall de Madeyrus.

## Associações Culturais
- Rancho Folclórico Rosas do Mondego

## Associações Desportivas
- Sport Vale de Madeiros e Benfica

## Escolas
- Escola Basica do 1.º Ciclo de Vale de Madeiros[1].

Em 2014, o Ministério da Educação e Ciência de Portugal, anunciou que as escolas básicas da Lapa do Lobo, Vale Madeiros, Aguieira e Póvoa de Santo Antonio iriam fechar no ano lectivo de 2014/2015 e os seus alunos seriam integrados em centros escolares ou outros estabelecimentos de ensino, no âmbito do processo de reorganização da rede escolar, contra a vontade das instituicões locais.
Em 2014 foi criada uma petição on-line contra o encerramento da Escola Basica do 1.º Ciclo de Vale de Madeiros. 

## Infra-estruturas Desportivas
- Campo da Gatuna: Campo de Futebol de Vale de Madeiros, fundado em 1 de Janeiro de 1975.

## Património
- Complexo de Abrigos e Cavidades do Penedo da Penha - 1 e 2 (Vale de Madeiros)
- Alminhas
- Cruzeiro de Vale de Madeiros, situado na Rua da Ladeira[4]
- Capela de São Nicolao[5]
  - Acesso: Vale de Madeiros, Rua Direita, Rua Chão de Monteiro
  - Cronologia: 1732, Dezembro - autorização para a benção do altar; 1758 - referida nas Memórias Paroquiais, assinadas por Luís Coelho do Amaral, como estando no Lugar de Vale de Madeiros, nos arredores da povoação de Canas; 1992, Dezembro - licença para a benção da capela, ampliada e totalmente renovada nesta data[6][7].
- Capela de São João Baptista[8]
  - Acesso: Vale de Madeiros, Rua da Capela
  - Cronologia: 1560 - extinção do Convento de São João de Vale de Madeiros, constituindo a capela um dos únicos vestígios da existência do mesmo; 1758 - referida nas Memórias Paroquiais, assinadas por Luís Coelho do Amaral, como estando fora da povoação [6][7].
- Lagar de azeite e Alambique da família Homem Ribeiro

## Lista das ruas
- Beco da Ladeira
- Beco dos Chões
- Rua Chão do Monteiro
- Rua da Capela
- Rua da Carvalha
- Rua da Escola
- Rua da Ladeira
- Rua da Lage
- Rua da Lameira
- Rua da Urtigueira
- Rua das Contenças
- Rua de São José
- Rua Direita
- Rua do Campo de Futebol
- Rua do Pátio
- Rua dos Olivais
- Rua Capitão Homem Ribeiro
- Travessa da Escola
- Travessa das Contenças
- Travessa de São Nicolao